# نانا اوكادا
نانا اوكادا (بالكانا:おかだ なな) هي مغنية وممثلة يابانية، ولدت في 12 فبراير 1959 بغيفو في اليابان.

## وصلات خارجية
- نانا اوكادا على موقع IMDb (الإنجليزية)
- نانا اوكادا على موقع ميوزك برينز (الإنجليزية)
- نانا اوكادا على موقع أول موفي (الإنجليزية)
- نانا اوكادا على موقع أول ميوزيك (الإنجليزية)
- نانا اوكادا على موقع ديسكوغز (الإنجليزية)
- نانا اوكادا على موقع قاعدة بيانات الفيلم (الإنجليزية)